# The Painted Trees of Ghostwood
The Painted Trees of Ghostwood är det första och enda albumet av gruppen Songs of Soil, utgivet 2000.

## Låtlista
Alla låtar är skrivna av Christian Kjellvander och Gustaf Kjellvander.
1. "Death of a Harvester" - 3:31
2. "Seventeen" - 2:25
3. "Jesus" - 3:10
4. "Heather Bend" - 3:21
5. "New Deal" - 3:32
6. "Paige" - 3:20
7. "Kelly" - 2:21
8. "Fire Away" - 5:35
9. "Sleep" - 4:30
10. "Lazy Wheels" - 5:36

## Mottagande
Dagensskiva.com gav albumet 9/10 och skrev "En tidlös skiva som fick mig att tappa andan". Även Svenska Dagbladets recensent Eric Fallander rosade skivan och gav betyget 5/6. Han kallade skivan "hjärtskärande" och "bedårande vacker". Skivan rankades av Sonic Magazine i juni 2013 som det 97:e bästa svenska albumet någonsin.